# Tour della nazionale maschile di rugby a 15 della Francia 1985
Nel 1985 la nazionale Francese di "rugby a 15", si reca in tour in Sudamerica. A fronte di facili successi con Brasile e Uruguay, i "blue" ottengono un successo e una sconfitta contro i “Pumas” argentini.

## Risultati principali
| Rio de Janeiro 5 giugno 1985 | Brasile | 6 – 41 | Francia XV |  |

| Buenos Aires 8 giugno 1985 | SIC | 18 – 41 | Francia XV | San Isidro Club |

| Buenos Aires 15 giugno 1985 | Buenos Aires | 15 – 50 | Francia XV | Ferrocarril Oeste |

| Buenos Aires 22 giugno 1985                                                           | Argentina | 24 – 16                   | Francia | Ferrocarril Oeste |
| \| \| \| \| \| mete: trasf.: c.p.: Drop: \| Marcatori \| mete: trasf.: c.p.: Drop: \| |           |                           |         |                   |
|                                                                                       |           |                           |         |                   |
| mete: trasf.: c.p.: Drop:                                                             | Marcatori | mete: trasf.: c.p.: Drop: |         |                   |

| Buenos Aires 29 giugno 1985                                                           | Argentina | 15 – 23                   | Francia | Ferrocarril Oeste |
| \| \| \| \| \| mete: trasf.: c.p.: Drop: \| Marcatori \| mete: trasf.: c.p.: Drop: \| |           |                           |         |                   |
|                                                                                       |           |                           |         |                   |
| mete: trasf.: c.p.: Drop:                                                             | Marcatori | mete: trasf.: c.p.: Drop: |         |                   |

| Montevideo 30 giugno 1985 | Uruguay | 6 – 34 | Francia XV |  |